# Johan Törnsten
Johan Törnsten, född 28 maj 1738 i Nätra, död 17 april 1796 i Brunflo, var en svensk lantmätare, kartograf 
och astronom samt staden Östersunds grundläggare.

## Biografi
Törnsten, som växte upp i prästgården vid Nätra kyrka, studerade vid Härnösands trivialskola och utgick därifrån 1756. Efter lantmäteriexamen vid Lantmäterikontoret i Stockholm tjänstgjorde han från 1758 som avvittringslantmätare i Västernorrlands län. 
Under vintrarna studerade han under tre år vid Uppsala universitet ämnena matematik, astronomi och meteorologi.
Törnsten  bodde på gården Backen i Brunflo från 1771 och fram till sin död 1796. Han ägde förutom gården Backen även de stora gårdarna Änge och 
Viken i Brunflo, samt en gård i Optand, som senare byttes mot ett hemman i Lockne, och ägde även en tomt i den nyanlagda staden Östersund.

### Vetenskaplig verksamhet
På uppdrag av Kungliga Vetenskapsakademien utförde Johan Törnsten olika typer av vetenskapliga observationer i Jämtland. 
Den 3-4 juni 1769 observerade han på Pehr Wilhelm Wargentins uppdrag Venuspassagen ute på Frösö trivialskola. 
År 1771 utgav han den första, på noggranna astronomiska bestämningar grundade, kartan över Jämtland. Genom observationer av förmörkelser hos de Galileiska månarna av planeten Jupiter bestämde han longituderna för kartan.
Törnsten var den förste som mätte bland annat Åreskutans höjd, och han publicerade sina resultat i Vetenskapsakademiens handlingar med titeln 
Om Norska Fjällryggens Högd över havet (1787). Törnsten uppskattade där också trädgränsen för Jämtlands latitud; han noterade att skog inte växte högre än 
omkring 1100 alnar över Storsjön.
Törnsten utgav en skrift om Jämtlands vägar med titeln "Historisk samling om Jämtlands vägar". (Den citeras ofta av Fale Burman 
i skriften "Jämtlands vägar" 1791.) I Vetenskapsakademiens handlingar finns flera  
observationer gjorda från hans gård i Brunflo, bland annat om en ovanlig köld den 1 januari 1782 (1782), solförmörkelsen den 3 april 1791 (1792) och om medeltemperaturen
vid latituden 63 grader (1796).

### Övrigt
Han verkade även för hembränningens avskaffande, och för införande av linodling i Jämtland.
Johan Törnsten var musikalisk och spelade bland annat klavecin.

### Familj
Johan Törnsten var son till prosten i Nätra församling i Ångermanland, Jonas Olof Törnsten (1699–1775) (från Törnvalla by i Torsåkers socken) och Katarina Stenklyft (1703–1762). 
Han gifte sig 1762 med Lovisa Cecilia Sundberg (1739–1815], dotter till kyrkoherden i Njurunda församling Per Sundberg. 
Parets dotter Katarina Margareta gifte sig med lantmätaren Martin Sunding bosatt på Änge i Brunflo, dottern Lovisa gifte sig med chefen för Norrlands båtsmanskompani, Gabriel Planting Bergloo, och dottern Elisabeth Magdalena gifte sig med kronofogden 
och assessorn Per Wilhelm Granbom, som senare övertog gården Backen. Törnstens hustru avled på Backens gård 1815.

## Östersunds grundläggning
Törnsten fick 1768 Gustav III:s uppdrag att anlägga staden Östersund och skapa en stadsplan, och han bosatte sig sedan han fått uppdraget i Brunflo.
Platsen för den nya staden, vid Frösöns östra sund på Odensalaböndernas västra utmarker, bestämdes av Johan Törnsten och häradshövdingen Jonas von Engeström. 
Staden grundlades formellt genom ett kungligt privilegiebrev år 1786, och Törnstens stadsplan utgavs 1788.
Törnsten styrde Östersund under de första åtta åren, och han efterträddes av apotekaren Samuel Perman. 
Tomtmönstret i Törnstens stadsplan finns idag utlagd i gatsten på första avsatsen i den stora trappan till Östersunds rådhus.
Johan Törnsten fick en gata i Östersund uppkallad efter sig år 1926, då Kyrkogränd vid Östersunds gamla kyrka bytte namn till Törnstens gränd.